# Bibliothèque (meuble)
Pour les articles homonymes, voir bibliothèque (homonymie).

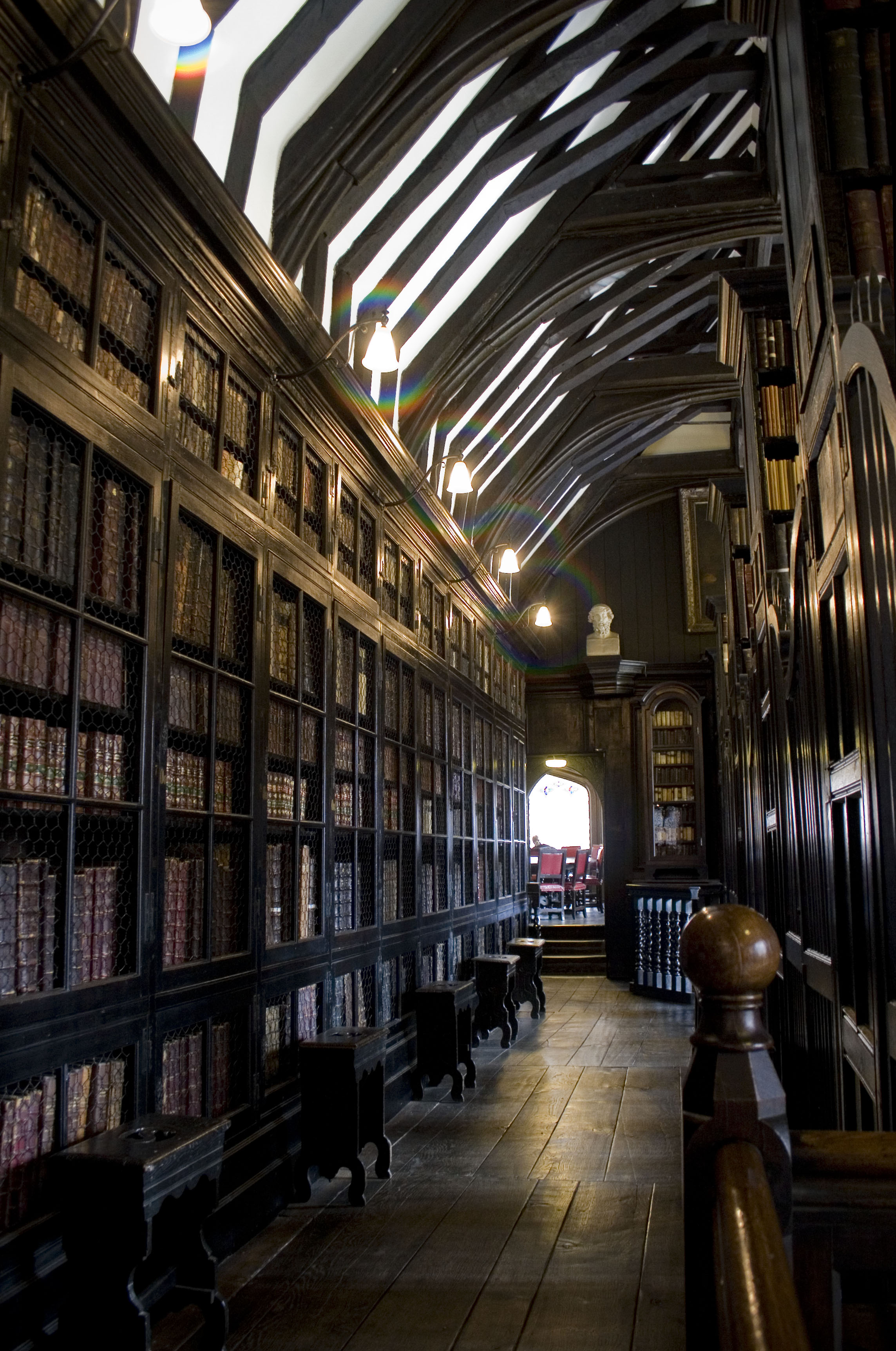
Galerie de la bibliothèque Chetham à Manchester.

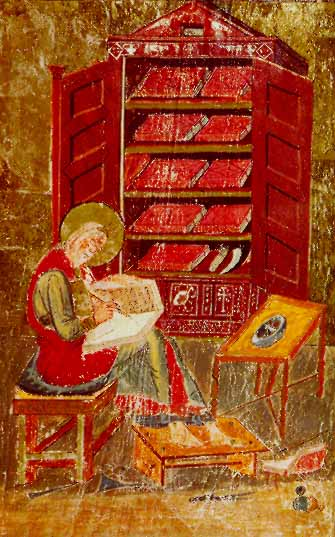
Cette enluminure de la fin du VII témoigne de la pratique des clercs à l'époque byzantine.

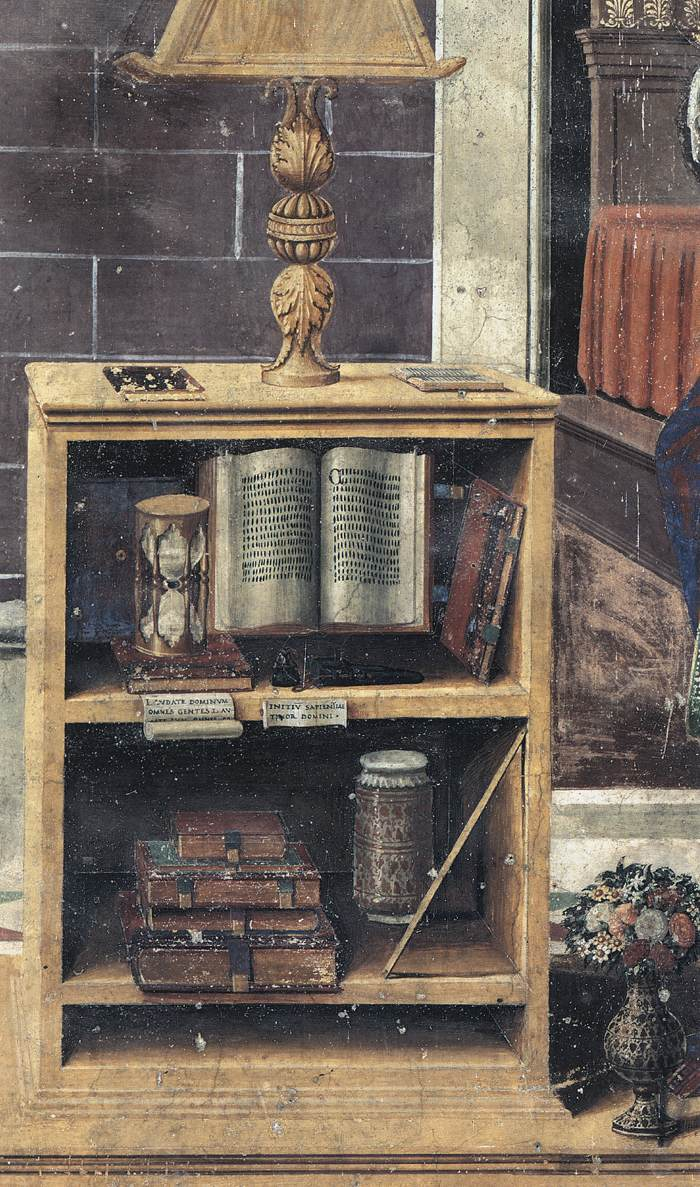
Une bibliothèque de la fin du Moyen Âge (détail de l'Annonciation de Sebastiano Mainardi, collégiale de San Gimignano, 1482).

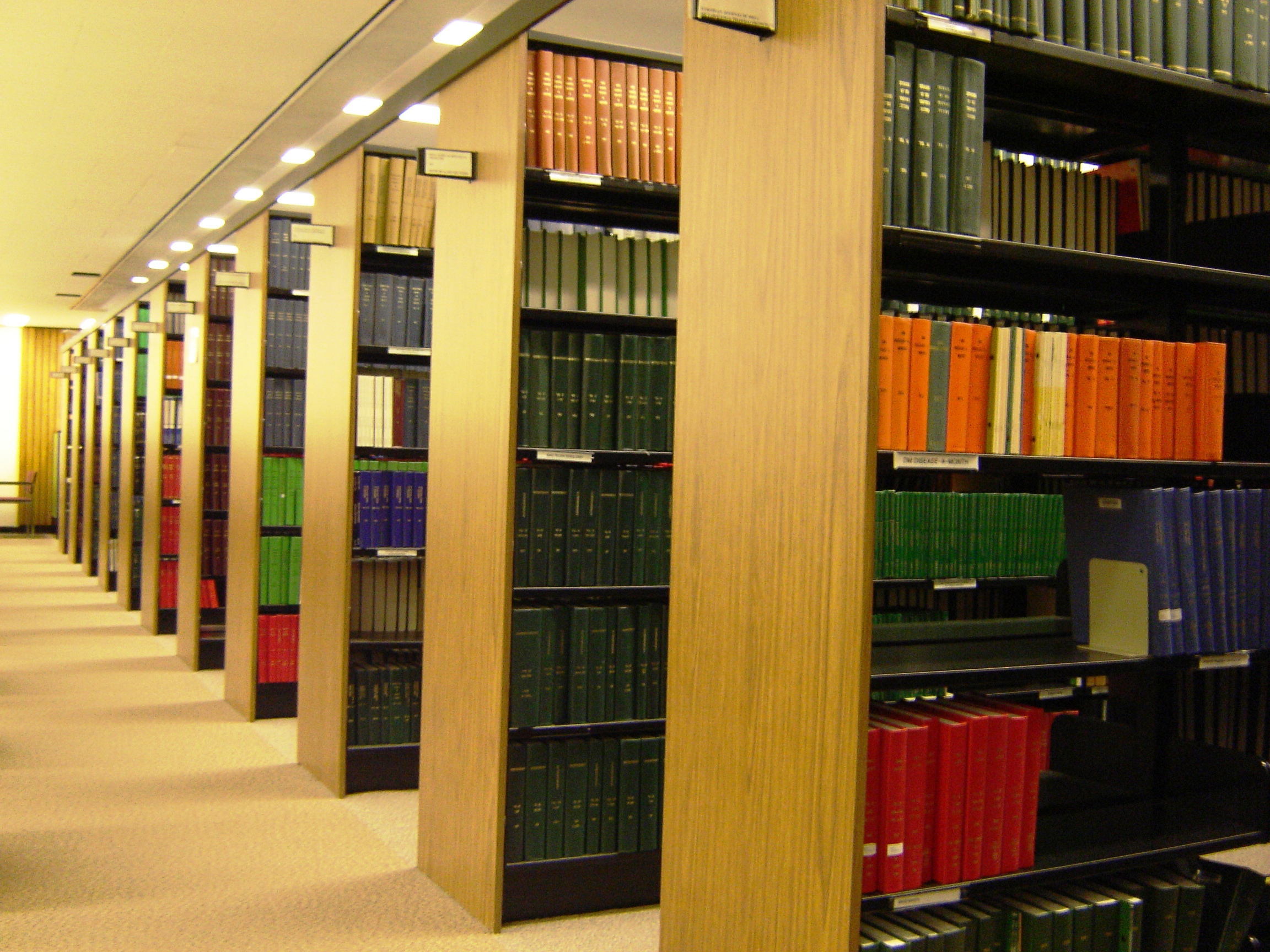
Le système des allées de rayonnages.

Une bibliothèque est un meuble comportant des étagères, généralement horizontales, servant à ranger des livres. Les étagères, qui peuvent être démontables pour ajuster la hauteur des rayons, peuvent recevoir d'autres objets que des livres. Dans les pièces consacrées au stockage exclusif de livres ou d'imprimés, les bibliothèques peuvent être fixées aux murs et/ou au plancher. 
Certaines bibliothèques reposent sur un bureau ou un coffre ; elles peuvent comporter des portes ou des battants permettant de protéger les livres (particulièrement les exemplaires rares ou précieux) de la lumière ou des variations d'humidité : de telles portes sont le plus souvent ajourées pour permettre de lire les titres des volumes. On stocke généralement les livres de grand format (in-folio ou grands in-quarto) empilés à plat. Les plus grands livres sont entreposés seuls sur une étagère, voire sur un lutrin.
Le mot français est un héritage direct du grec ancien βιβλιοθήκη (via le latin bibliotheca), « dépôt de livres ».

## Soin des livres à travers les âges
Lorsque les livres étaient recopiés à l'unité et n'étaient disponibles qu'en petite quantité, leurs propriétaires (presque toujours des clercs ou des notables) les conservaient dans des boîtiers ou des coffres afin de les emporter avec eux dans leurs voyages. Avec l'accumulation des volumes de manuscrits conservés dans les abbayes, les châteaux ou les hôtels particuliers, il fallut les stocker dans des meubles de plus grande capacité : des armoires équipées d'étagères sont les ancêtres directs de nos bibliothèques modernes. La destination et l'usage de ces meubles conduisirent à supprimer les portes et battants. Toutefois, les livres n'étaient pas alors rangés comme nous le faisons aujourd'hui : ils étaient plutôt posés à plat côte à côte ou empilés ; lorsqu'ils étaient rangés verticalement, le dos était contre le mur et le livre se présentait par la tranche ; car c'est sur le fermoir ou une bandelette de cuir, de velin ou de parchemin en faisant l'office, qu'on inscrivait alors le titre du volume. Il n'était pas rare non plus d'écrire le titre sur la tranche des pages.
Il fallut attendre l'invention et la diffusion de l'imprimerie pour qu'avec la multiplication des propriétaires de livres, l'habitude se prenne d'écrire le titre sur le dos (ou la reliure) des livres, conduisant à ranger les livres en exposant le dos. Les bibliothèques furent très longtemps fabriquées en bois de chêne, essence qui reste considérée par la plupart des amateurs comme le signe distinctif du bon goût.

## Les bibliothèques et l'ébénisterie
Les plus vieilles bibliothèques d’Angleterre sont celles de la Bibliothèque bodléienne de l’université d'Oxford, fixées dans leur emplacement actuel en 1598-99 ; La Bodleian Library offre les plus anciennes galeries d'étagères superposées à des casiers muraux. Les galeries couvertes d'étagères rebutent quelquefois les usagers ou les visiteurs, et l'on a tenté de les égayer en les rythmant de corniches et de pilastres ornementés. Les ébénistes et architectes d'intérieur anglais se sont particulièrement illustrés dans cet art.
Les maîtres-ébénistes français du XVIIIe siècle ont privilégié les bibliothèques à compartiments ouvragés. Ils ont utilisé toutes sortes de bois précieux ou exotiques : l’acajou, le bois de rose, etc. Comme en Italie, on a rapporté sur le bois des pièces de bronze ciselé ou repoussé. Les bibliothèques basses sont souvent surmontées d'une table en bois dur ou en marbre.
En Angleterre également, les maîtres-ébénistes Chippendale et Thomas Sheraton se sont intéressés aux bibliothèques : avec beaucoup de charme et d’élégance, ils les ont dotées des battants en marqueterie ajourés de losanges. Aux yeux des Britanniques, les bibliothèques en bois de satin de Sheraton demeurent d’un art inégalé.
Les meubles des grandes bibliothèques publiques du XXe siècle sont le plus souvent en fer, comme au British Museum où les étagères sont revêtues de peau de bœuf, ou en acier, comme à la bibliothèque du Congrès de Washington, D.C., ou en ardoise, comme à la Fitzwilliam Library de Cambridge.

## Bibliothèque et espace intérieur

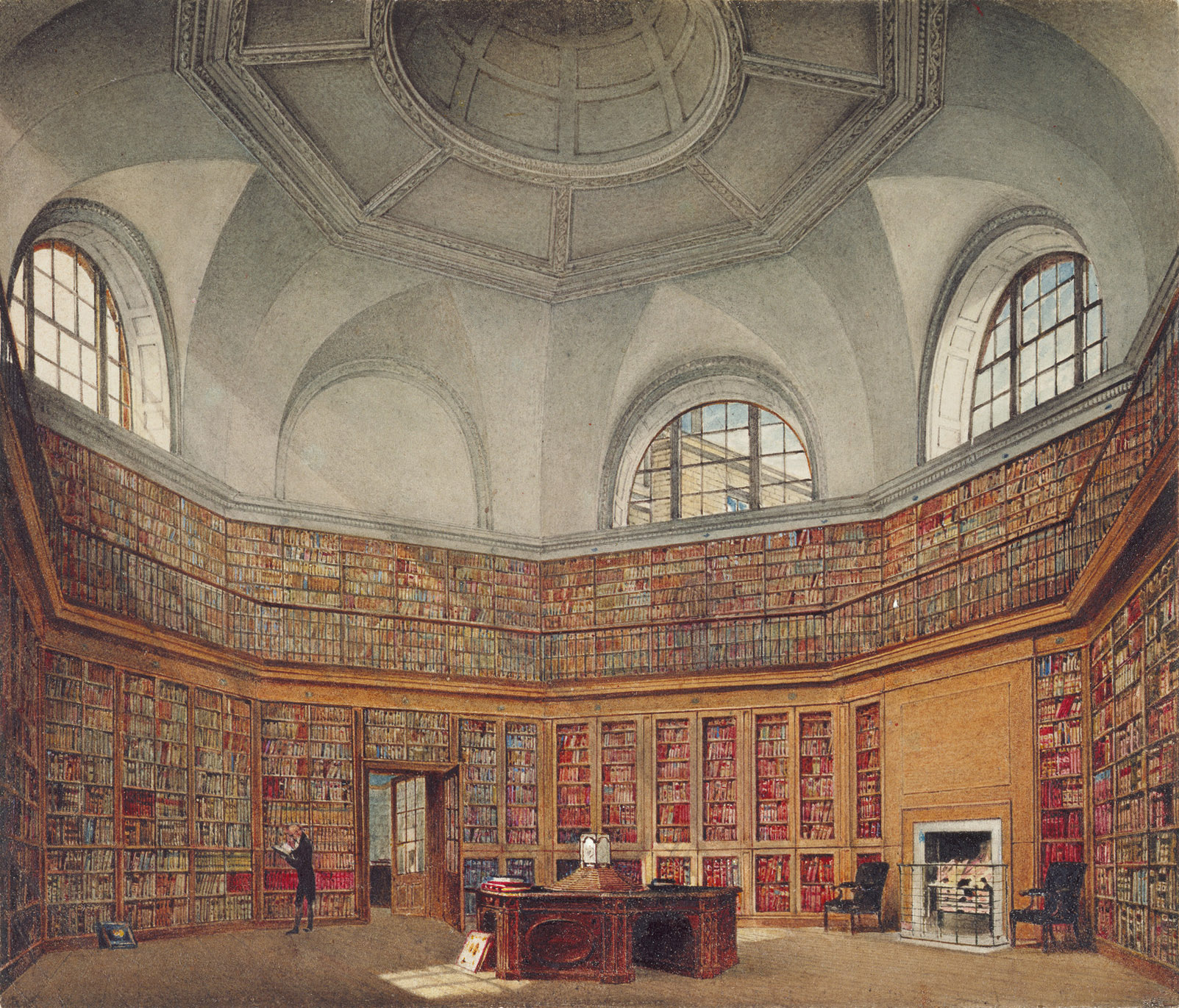
La « bibliothèque octogonale » de George III au palais de Buckingham, avec tous ses rayons.

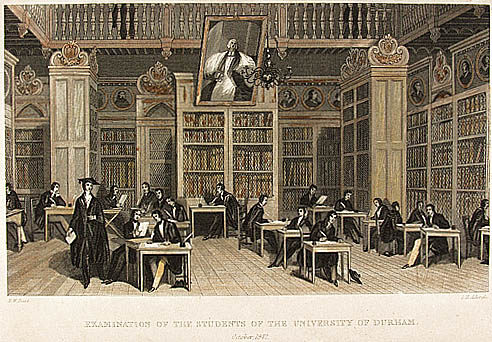
Épreuve d’examen en 1842 dans la bibliothèque de l’université de Durham (Cosin’s Library) : bibliothèques murales et galeries secondaires sont placées à angle droit.

Il n'y a guère que trois façons rationnelles de meubler avec des bibliothèques : en couvrant les murs de rayonnages ; en empilant ou en juxtaposant les rayonnages parallèlement avec juste ce qu'il faut d'espace pour permettre le passage du bibliothécaire ou des usagers ; enfin en baies ou alcôves : les rayonnages partent perpendiculairement des murs. Le système des allées parallèles ne convient que pour les bibliothèques publiques, où le gain de place est essentiel ; le système par baies n'est pas seulement élégant, mais également fort économe en place. La bibliothèque de Guildhall à Londres offre un exemple instructif d'organisation de l'espace en baies de rayonnages.
Pour les bibliothèques où l'espace est particulièrement réduit, il existe une autre solution, celle du rayonnage mobile. Les rayonnages, montés sur des rails à patins ou à roulettes, sont poussés les uns contre les autres en ne laissant qu'un point de passage entre allées pour une position donnée. On ne peut alors inspecter que deux rayonnages à la fois, les autres se recouvrant mutuellement. Un mécanisme permet à l'usager de déplacer la bibliothèque et d'accéder au rayonnage cherché. Compte tenu du risque de butter contre les rails ou d'être écrasé entre deux rayonnages, ces dispositifs sont parfois munis de capteurs électroniques et de rails encastrés dans le plancher ; dans d'autres cas, l'accès en est réservé au personnel.
En tant que meuble, la bibliothèque est un objet d'art et utilitaire retenant toute l'attention dans le privé. De nombreux designers et architectes d'intérieur ont créé des variantes correspondantes aux goûts et modes des utilisateurs. Les années d'après-guerre et post-Bauhaus ont vu apparaître notamment la bibliothèque facile à commercialiser, transporter, monter et démonter, s'inscrivant dans l'espace réduit des logements. Exemple, la création de l'étagère suédoise "String" à l'occasion d'un concours de la maison d'édition Bonnier (1949).

## Les bibliothèques de juriste
Les juristes (particulièrement dans le Monde anglo-saxon, où le droit est fondamentalement jurisprudentiel) sont amenés à consulter une multitude de livres et de recueils d'archive, tout en se déplaçant d'un tribunal à l'autre. Cette pratique a donné naissance à un format particulier de bibliothèque portative : une bibliothèque de juriste comporte plusieurs étagères détachables que l'on peut réempiler les unes sur les autres au réemménagement. L'adjonction d'une plinthe et d'un entablement compléteront la fixation. Lors des déménagements, chaque étagère peut être transportée séparément sans qu'il soit besoin de la vider : c'est une sorte de boîte à livres.
Comme la plupart des bibliothèques de qualité, ces unités portatives sont munies de battants, mais de battants ajourés. Du fait du mode d'assemblage, l'ouverture ne peut évidemment pas reposer sur le principe ordinaire des charnières : il s'agit plutôt de panneaux glissant ou de stores à enrouleur. Les bibliothèques de qualité sont munies d'un mécanisme intérieur en ciseaux pour guider le parallélisme du glissement des panneaux et éviter l’« effet-tiroir » ou le grippage. Au début du XXe siècle, la société Skandia Furniture Co. of Rockford (Illinois) s'était fait une spécialité de ce style de mobilier, qu'elle exportait mondialement.
Ce style de bibliothèque, apparu à l’ère victorienne, reste marqué par certains traits typiques de cette époque, comme la vogue des baies divisées en verre cloisonné, rappelant un Moyen Âge rêvé.
La bibliothèque portative doit être suffisamment solide. Elle est ordinairement munie de poignées escamotables aux extrémités de chaque étagère. Les copies décoratives modernes leur ressemblent, mais n'ont pas la robustesse requise pour qu'on puisse effectivement les transporter : ce sont le plus souvent des blocs modulaires, mais il faut préalablement les vider pour pouvoir les recombiner.

## Bibliographie

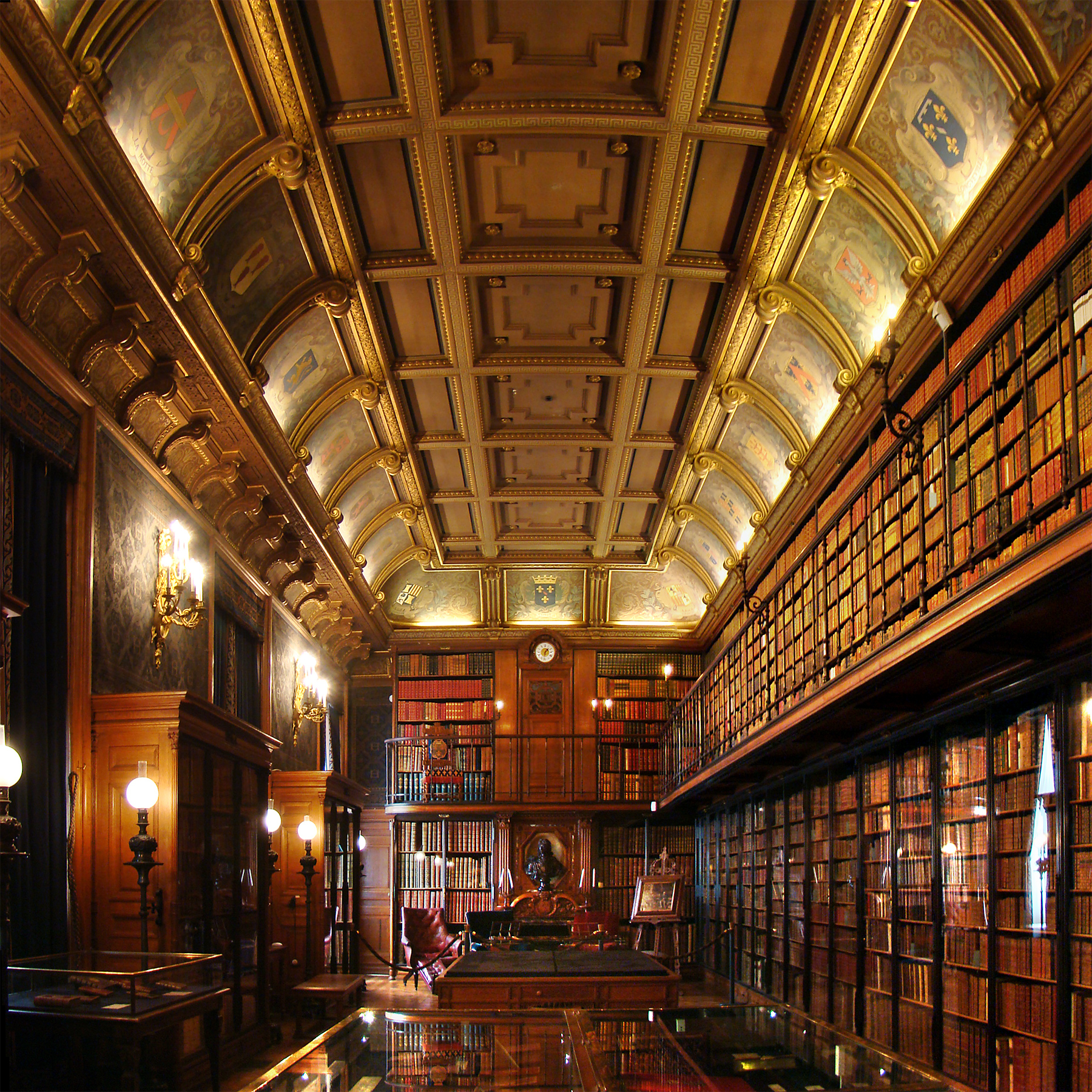
Le cabinet des livres du château de Chantilly.

### Bibliothèques et littérature
- Symson le Menuisier (en) a fabriqué les premières bibliothèques à vitres cloisonnées pour Samuel Pepys ; dans la Bibliothèque Cotton, chaque rayonnage portait le nom de la célébrité de la Rome antique, dont le buste ornait le meuble.
- Dans de nombreuses œuvres, une bibliothèque masque un passage secret. Le mécanisme est typiquement actionné en tirant un livre particulier sur une étagère, ou en appuyant sur un motif particulier de la marqueterie. Le film Frankenstein junior présente un clin d'œil à ce cliché : l'accès au laboratoire du docteur Frankenstein est ouvert en tournant le chandelier d'une bibliothèque.
- H. C. Bunner est l'auteur d'un poème comique Shake, Mulleary and Go-ethe où l'on peut lire les vers suivants : « Je possède une bibliothèque comme de meilleurs que moi n'en ont pas. Il n'y a pas de livres dedans, car les livres, je le crains, dépareraient son allure [2]... »
- Ellsworth, Ralph E. (1973) Academic library buildings: a guide to architectural issues and solutions, 530 p., Boulder: Associated University Press

## Caractéristiques techniques
Les bibliothèques sont composées d'étagères et obéissent à des contraintes techniques spécifiques quant à leur dimensionnement et à leurs matériaux, notamment afin d'éviter le fluage.

## Galerie de photographies

Quelques photos de différentes bibliothèques
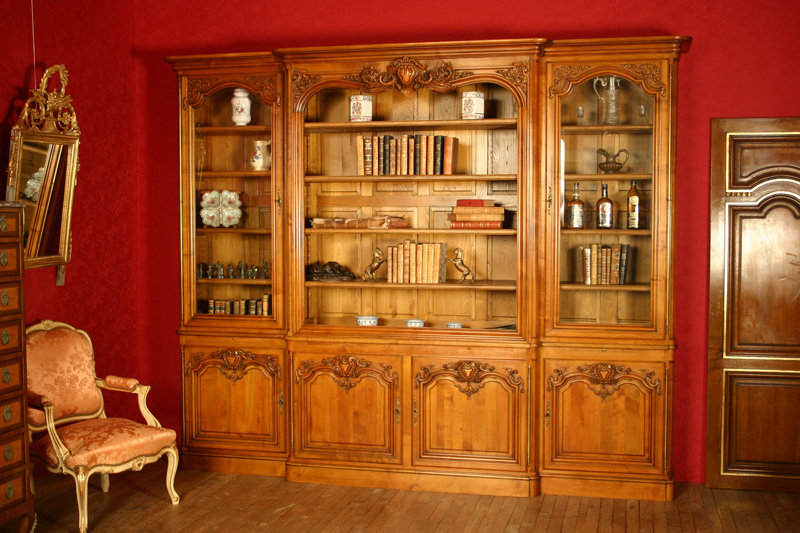
Bibliothèque de style Louis XV, copie d'un modèle ancien[4].
Bibliothèque époque Louis XVI, petit appartement de la reine, château de Versailles.
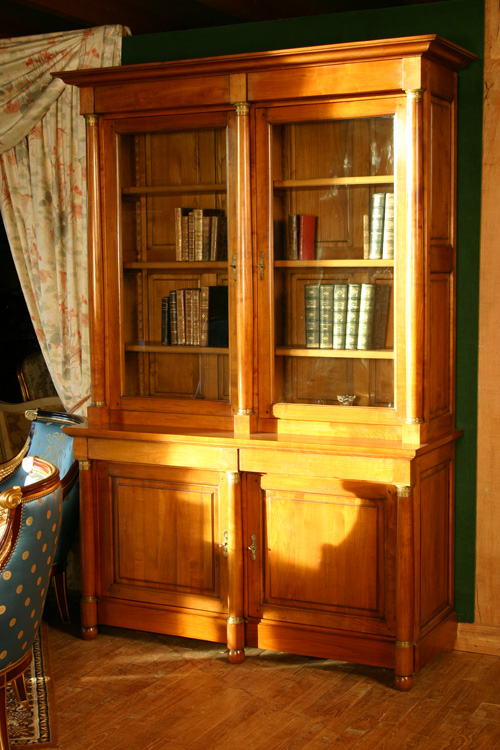
Bibliothèque de style Empire, copie d'un modèle ancien[4].
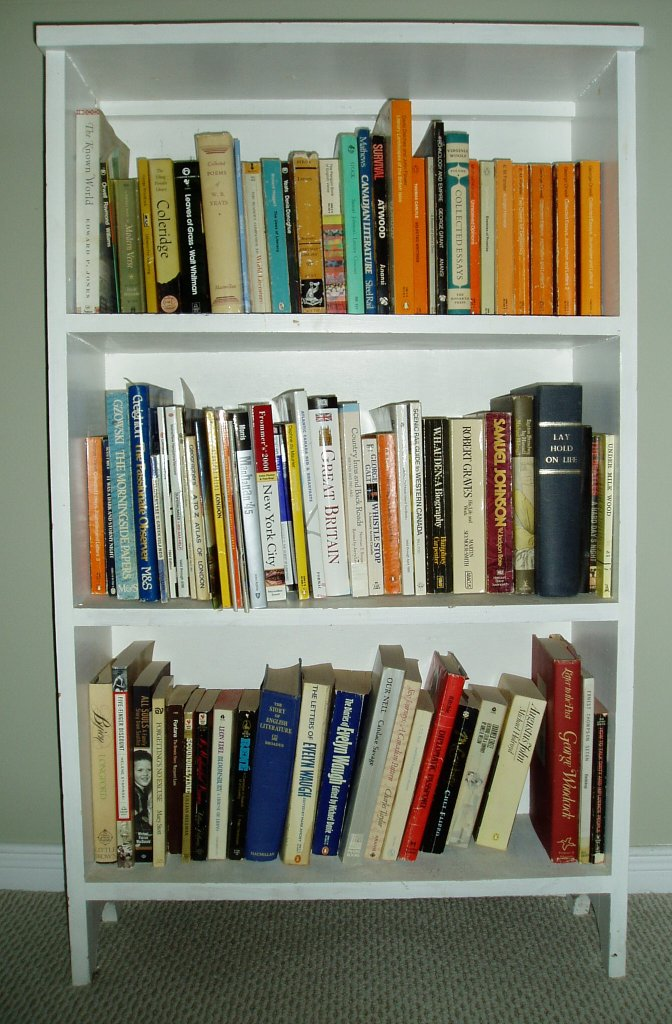
Bibliothèque bon marché de la fin du XXe siècle, en bois aggloméré et placage de formica.
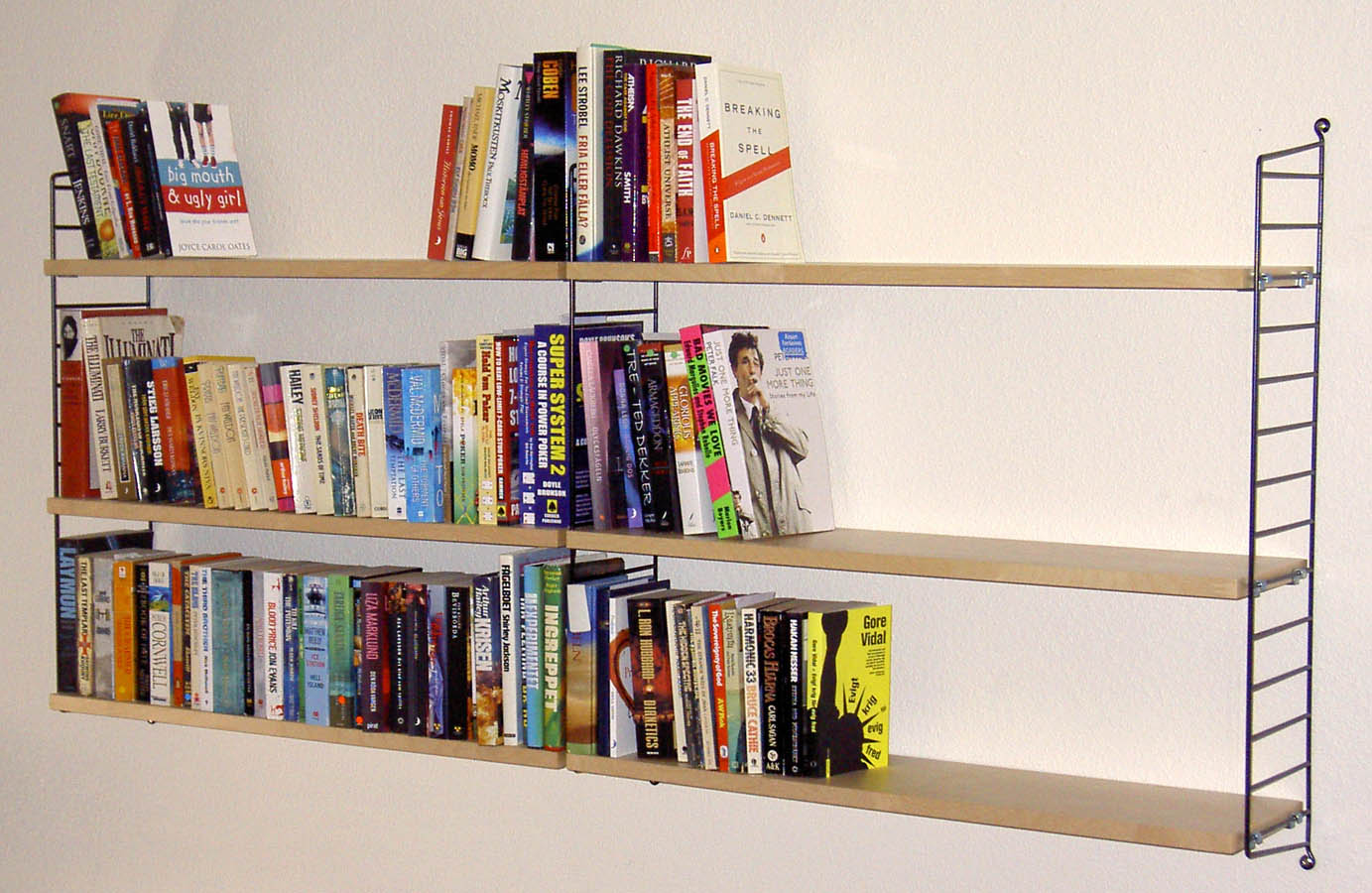
Bibliothèque String légère, en fil d'acier et plateau en bois.
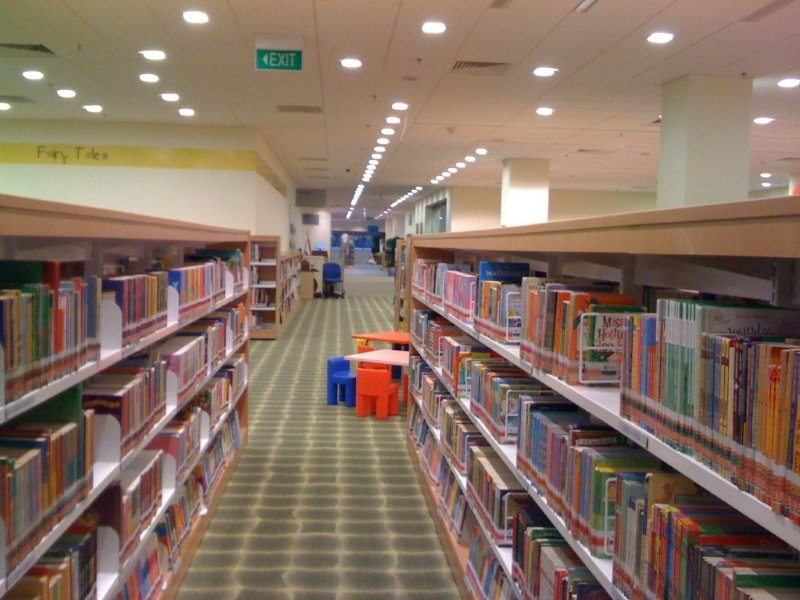
Une bibliothèque publique à Singapour.
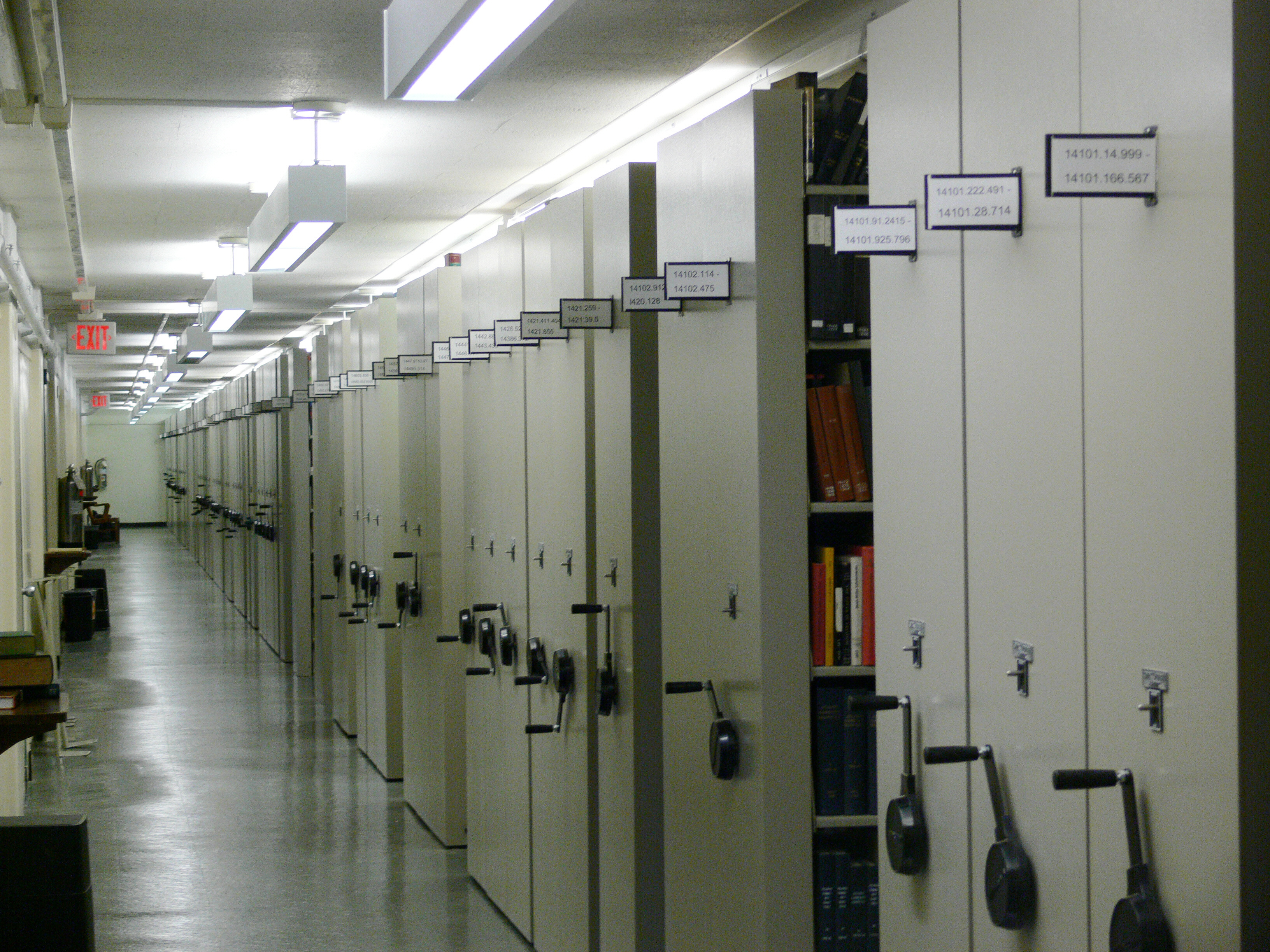
Bibliothèque à panneaux coulissants à l’université de Princeton.
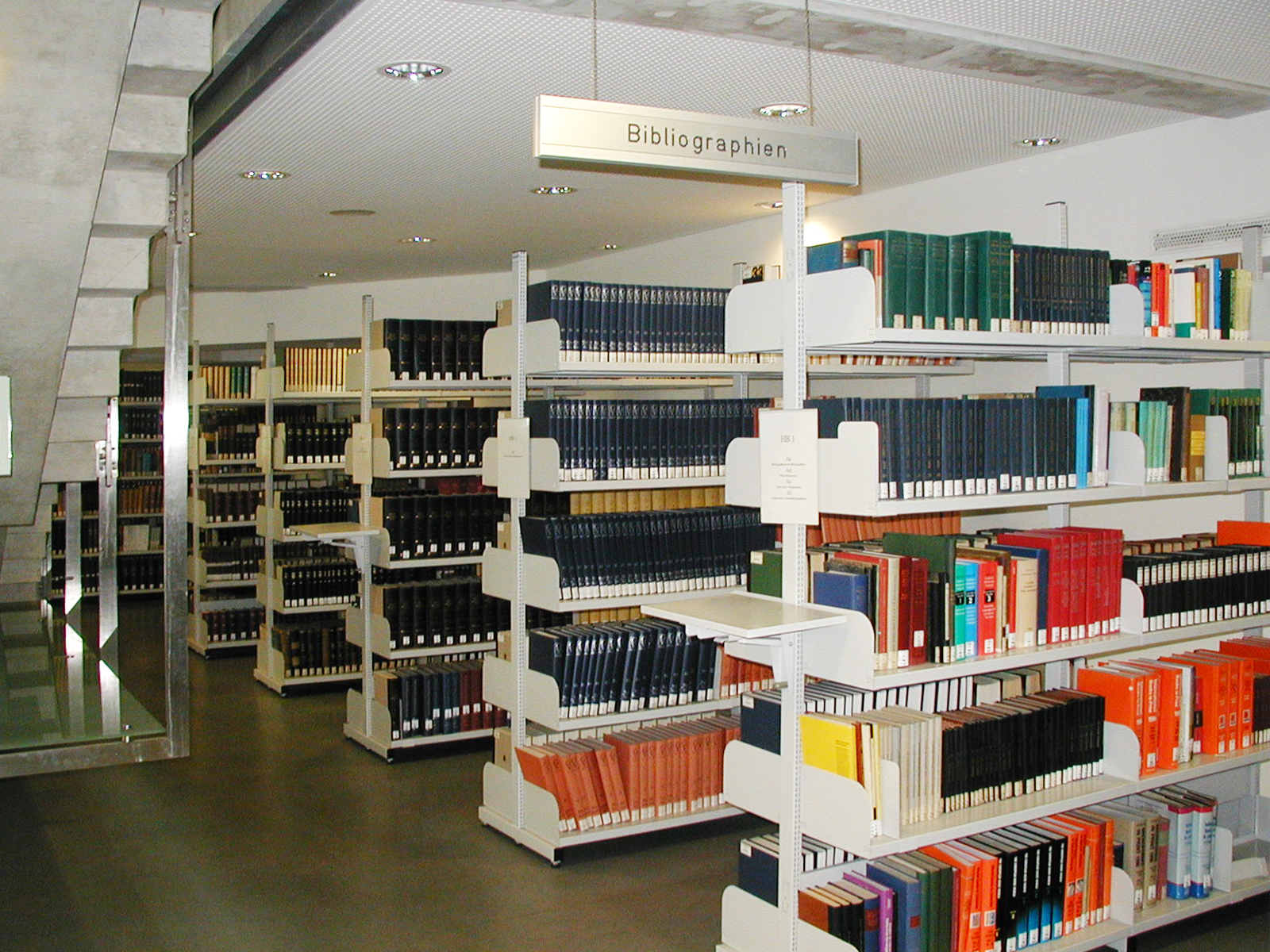
Rayons en acier de la bibliothèque de l’université de Graz.